# ماركوس أنطونيو
ماركوس أنطونيو (بالبرتغالية: Marcos Antônio Silva Santos‏) هو لاعب كرة قدم برازيلي، ولد في 13 يونيو 2000 في Poções ‏ في البرازيل. لعب مع أتلتيكو باراناينسي.

## وصلات خارجية
- ماركوس أنطونيو على موقع الاتحاد الأوربي (الإنجليزية)
- ماركوس أنطونيو على موقع اتحاد أوكرانيا (الإنجليزية)
- ماركوس أنطونيو على موقع قاعدة بيانات كرة القدم.إي يو (الإنجليزية)
- ماركوس أنطونيو على موقع ليكيب (الفرنسية)
- ماركوس أنطونيو على موقع Soccerway.com (الإنجليزية)
- ماركوس أنطونيو على موقع عالم كرة القدم.نت (الإنجليزية)
- ماركوس أنطونيو على موقع AS.com (الإسبانية)